# قلعة بني عباس (سفينة)
قلعة بني عباس (474)  هي سفينة إنزال ودعم لوجستي (BDSL)، تابعة للقوات البحرية الجزائرية، وهي أكبر سفينة حربية بحرية في تاريخ الجزائر، وتعد من أحدث السفن العسكرية المجهزة بأحدث التكنولوجيات العسكرية والبحرية والقادرة على العمل والتدخل على نطاق واسع في مهام عسكرية ولوجيستيكية وإنسانية، يمكن للسفينة أن تنفذ مهام قتال السفن، وأعمال القيادة والسيطرة لمجموعات العمل الجوية / البحرية المشتركة، وكذلك أعمال المراقبة، ومرافقة القوافل، ونقل القوات الخاصة وأعمال الإمداد للأسطول.
بُنيت السفينة في ورشات شركة الهندسة والأنظمة البحرية الإيطالية «أوريزونتي سيستيمي نافالي» وهو فرع لعملاق الصناعات الحربية والبحرية الإيطالي فينكاتيري بمنطقة ريفا تريغوزو بمدينة لاسبيتسيا شمال غرب إيطاليا، وهي نسخة مُكبرة ومُحسنة للسفن البرمائية الإيطالية فئة سان جورجيو (classe San Giorgio).
يبلغ طولها 143 متر والعرض 21.5 متر، وتصل إزاحتها إلى 9000 طن بكامل حمولتها، وتصل سرعتها 20 عقدة وذلك بفضل اثنين من محركات الديزل بمدى يبلغ 6000 ميل بحري بسرعة اقتصادية. سطح السفينة يحتوي على مقصورة القيادة وبقعتين مهيأتان لاستقبال وهبوط المروحيات من الأمام ومن الخلف.

## التاريخ
أوت 2011، بعد مرور سنة من المشاروات بين القوات البحرية الجزائرية ومجمع الصناعات الحربية الإيطالي فينكانتري، اتضحت معالم السفينة الإيطالية التي تريد الجزائر اقتنائها من إيطاليا في إطار محاولة القوات البحرية الجزائرية تحديث وتوسيع أسطولها، وذلك بتزويدها بسفينة نقل لوجيستي تُصنعها الشركة الإيطالية «أوريزونتي سيستيمي نافالي» ويتعلق الأمر بالسفينة فئة «سان جورجيو»، بعد رفضها للعرضين الفرنسي لمؤسسة DCNS المتمثل في الحاملة ميسترال «Mistral» والشركة الألمانية TKMS المتمثل في الحاملة MHD-200 وذلك لرفضهما تلبية الشرط الجزائري في التصنيع المحلي.
تم تقطيع القطعة الأولى من الفولاذ وذلك بورشات ميناء ريفا تريغوزو في فبراير 2012، وذلك بحضور ممثلي البحرية الجزائرية وممثلين من مؤسسة فين كاتيري وميناء لاسبستيا.
جانفي 2013، كجزء من التعاون البحرية الإيطالية والبحرية الجزائرية تم تقديم دورة تدريبية لمدة عامين لطاقم سفينة الدعم الوجستي الجديدة في الأسطول الجزائري (191 إطار). وتجرى هذه التدريبات في مركز التدريب البحري الجوي بمدينة تارانتو جنوب إيطاليا، وهذا بغية اكتساب الخبرات اللازمة لقيادة السفينة الجزائرية «قلعة بني عباس»، وسيواصل الطاقم المستقبلي لقلعة بني عباس دوراته التدريبية في إيطاليا إلى غاية ماي 2014، على أن يغادرها لفترة قصيرة قبل العودة إليها بعد استلام السفينة من ورشات ريفا تريغوزو بمدينة لا سبيتسيا شهر نوفمبر 2014، لتلقي تدريبات مباشرة على متن السفينة.
أكتوبر 2013، زار وفد من البحرية الجزائرية يضم 4 من ضباط قيادة مدارس البحرية الجزائرية مركز التدريب البحري الجوي الإيطالي (MARICENTADD). لاختبار أداء جهاز «محاكاة البحرية» (الذي يستنسخ محاكة لغرفة العمليات لسفينة الدعم اللوجستي الجديدة) في ضوء احتمال شراء البحرية الجزائرية لقطعة واحدة من الجهاز لاستخدامها في الجزائر لعدة أغراض (مثل تدريب طواقم BDSL المستقبلية أو طلاب أكاديمية البحرية الجزائرية). شهر ديسمبر 2013، تم تأجيل حفل إطلاق السفينة البرمائية قلعة بني عباس بأحواض بناء السفن بورشات فين كاتيري بمنطقة ريفا تريغوزو، بسبب حادث موت أحد العمال في الميناء بواسطة كابل انقطع عن الساحبة التي تحرك البارجة التي تستخدم لنقل السفينة الجزائرية.
8 جانفي 2014، تم اطلاق السفينة البرمائية الجزائرية قلعة بني عباس على ظهر بارجة إيطالية تُستعمل لسحب السفن، حيث تمّ سحبها إلى موقع توقفها النهائي بحوض بناء السفن موجيانو بمدينة لا سبيتسيا بالشمال الغربي للساحل الإيطالي.
تم في 4 سبتمبر 2014 في بلدة ليريتشي Lerici الساحلية المطلة جنوب إيطاليا، بالنقل الرسمي لسفينة والدعم اللوجستي تحت الراية الجزائرية، إيذانا بتسليمها التام نهاية الثلاثي الأول من العام المقبل وستبقى السفينة الجزائرية هناك إلى أواخر شهر فبراير 2015 حيث ستغادر إلى الجزائر. وحضرالحفل عدد من كبار ضباط القوات البحرية الجزائرية وممثلو شركة فينكانتيري الإيطالية.
نفّذت القوات البحرية الجزائرية والإيطالية تمريناً مكثفاً مشتركاً في فبراير 2015 قرب خليج تارانتو الإيطالية لرفع مستوى الجهوزية للطرفين، والتي شاركت فيه السفينة البرمائية قلعة بني عباس بطاقمها الجزائري في إطار التدريب قبل التسليم النهائي بالإضافة لرائدتي القوات البحرية الإيطالية حاملة الطائرات كافور وحاملة الطائرات جوزيبي غاريبالدي ووحدات تابعة للقيادة البحرية 3 للمجموعات الإيطالية. أثناء وجودها في البحر نفذت الوحدات تدريبات على الرماية المضادة للطائرات والمضادة للسفن فضلا عن ممارسة العديد من التدريبات على إطفاء الحرائق والدفاع الجوي المعقد التي شهدت مشاركة مكثفة من طائرات سلاح الجو.
27 مارس 2015، رست سفينة القيادة ونشر القوات “قلعة بني عباس رقم المتن 474 بمقر قيادة القوات البحرية بالأميرالية في العاصمة الجزائرية، وقام بتدشينها وتفتيش السفينة الفريق أحمد ڤايد صالح، كما طاف بمختلف أقسامها.

## ميزات السفينة
هذه الوحدة، يبلغ طولها 143 مترا وعرضها 21.5 متر وقدرة ازاحة تقدر بـ9000 طن (أكبر قليلا من الوحدات الإيطالية). تتميز بوجود نقطتين لهبوط وإقلاع الطائرات المروحية التي يمكنها من أستقبال مروحيات من نوع أغستاوستلاند إيه دبليو 101 التي تستخدمها القوات البحرية في عمليات الإنقاذ أو مروحيات من نوع ميل موسكو التي تستخدمها القوات البحرية في العمليات الهجومية.

### مستشفى السفينة
المزودة بأحدث التكنولوجيات في المجال العسكري البحري والقادرة على العمل والتدخل على نطاق واسع في مهام عسكرية ولوجيستيكية وإنسانية والمزودة بطاقم مكون من 150 فردا موزعين لتنفيذ مختلف المهام لقيادة السفين، كما تحتوي السفينة على مستشفى يسع 60 سرير من بينهم 2 للإنعاش وقاعات لإجراء عمليات جراحية تتوفر على كافة الضروريات بالإضافة إلى مهبط للحوامات والتي تعززت بها قواتنا البحرية في إطار برنامج تحديث وعصرنة أسطولها البحري والذي سيسهم في الرفع من القدرات الدفاعية وفي تطوير وتعزيز قوام المعركة للجيش الوطني الشعبي.

### القدرات البرمائية
تملك السفينة قدرات برمائية كبيرة حيث تتميز باحتوائها على حوض قابل للإغراق بالمياه داخلها للسماح بدخول سفن الإنزال إلى بدنها بواسطة البوابة الخلفية، كما أن ذات الحوض بالإمكان إفراغه والاستفادة من المساحة لشحن 15 دبابة أو عربات جند أو خمسة مروحيات ثقيلة وكذلك لتخزين المعدات مع قدرة الوصول سواء من مقصورة القيادة وسطح السفينة عبر مصعد رافع مع قدرة رفع حمولة تفوق 30 طن.
لمناورات الهبوط والإبرار يتم إغراق الرصيف لتصريف السفن الثلاث من نوع (LCP) المصممة لنقل القوات أو العربات المدرعة من السفن إلى الشاطئ، وثلاثة سفن صغيرة من نوع (LCVP) المُعلقة في الرافعات بالجانب الأيسر للسفينة وقارب إنزال الأفراد عريض من نوع (LCM) وقاربين قابلين للنفخ تستعمله القوات الخاصة لتنفيذ عمليات إنزال سريعة على شواطئ العدو في الظروف الصعبة، مما يجعل السفينة أداة مباغتة حربية فعالة.
يتركز نظام الدفع على محركين يعملان بـالديزل من طراز فرتسيلا 12v32 بقدرة 6 ميغا واط لكل منهما، تسمح للسفينة بالوصول لسرعة قصوى تبلغ 20 عقدة. كما تحتوي على 4 مولدات لتوليد الطاقة الكهربائية من طراز Isotta Fraschini V1716 C2ME إضافة إلى مولد آخر مخصص للحالات الطارئة من طراز V1708 T3.

## أنظمة السفينة

### الالكترونيات

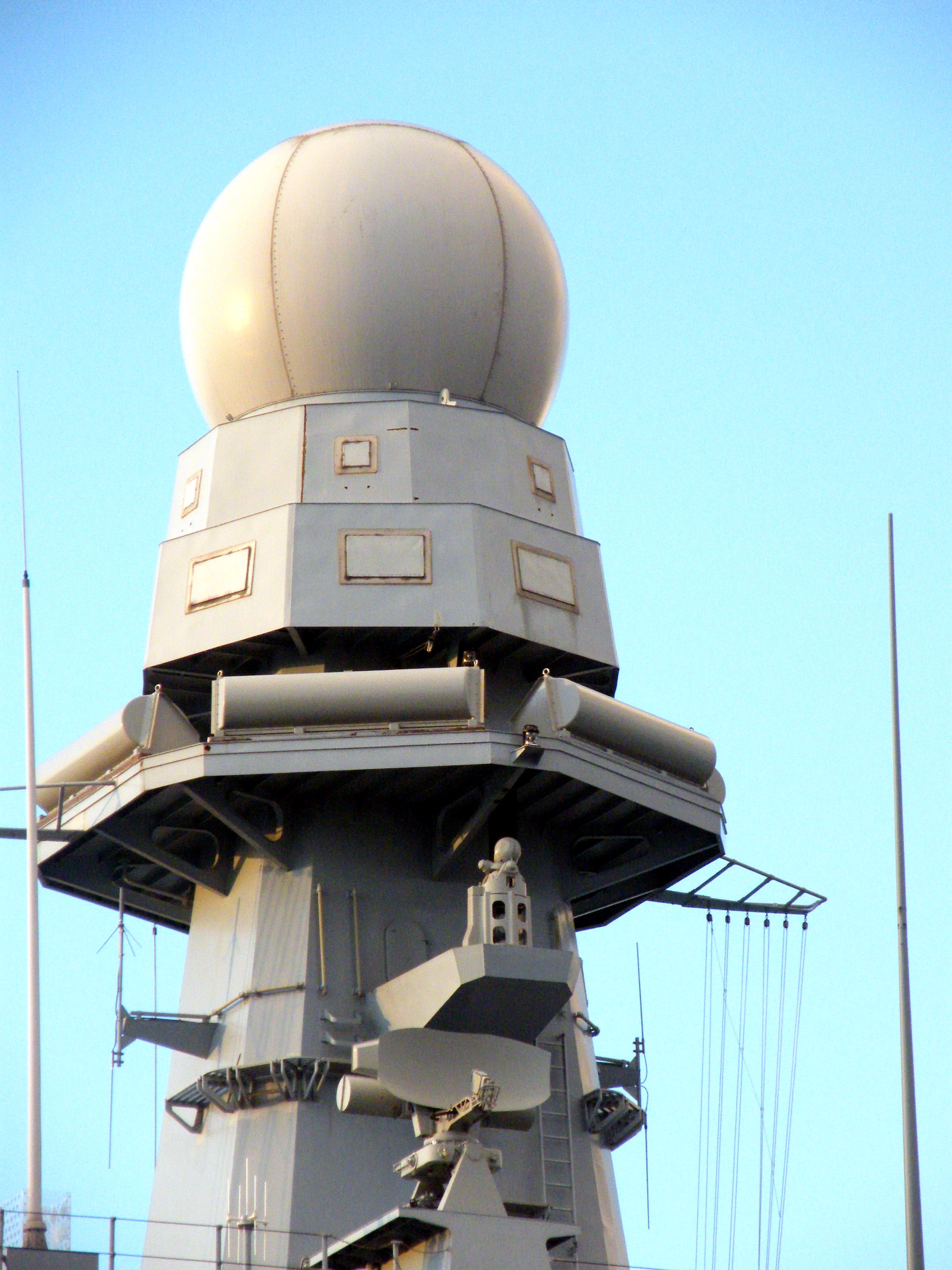
رادار EMPAR للبحث والمراقبة.

سيتم تجهيز سفينة قلعة بني عباس بمنظومة الكترونيات متطورة تنافس القوات البحرية العالمية، بحيث سيتم تجهيزها بنظام الرادار إيسا (القيادة والتحكم والاتصالات والكمبيوتر والاستخبارات) من نوع اثينا-سي (ATHENA-C) لإدارة نظم القتال، والتنسيق بين المجموعات البحرية وتوجيه قيادة الدفاع الجوي المتكاملة وعمليات مابعد الهبوط للقوات البرية، وكذلك نظام الملاحة ومراقبة الطيران من صنع روسي gosopoznavaniya SIR)، رادار EMPAR الأوروبي للبحث والمراقبة وتوجيه الصواريخ ثلاثي الأبعاد بتغطية زاوية قدرها 360° لمدى يصل إلى 500 كم، مماثل للذي تم تركيبه في فرقاطة من فئة أوريزونتي، ويهدف هذا الرادار لتوجيه منظومة صواريخ أستر 15 و 30.
جناح الحرب الالكترونية للسفينة تم تجهيزها من طرف الشركتين إلكترونيكا الإيطالية وطاليس الفرنسية بأنظمة EW، وسوق تشمل أيضا قاذفات لاطلاق قذائف للتشويش من نوع SCLAR-H، بينما الاتصالات السلكية واللاسلكية ستكون من مسؤولية شركة Selex Elsag الإيطالية، ويتحكم في نظام إطلاق النار من مدفع أوتو ميلارا الأمامي بواسطة رادار NA-25X الخاص بالشركة SELEX Sistemi Integrati، هذا الرادار يجعل سفينة قلعة بني عباس مماثلة لفرقاطة فئة الفريم (Classe FREMM).

### التسليح
تم تجهيز السفينة بمنظومة اطلاق 16 صاروخ أرض-جو من نوع أستر- 15 موضوعة على نظام الإطلاق العمودي سيلفر أ-50 (Sylver A-50 VLS) المُضادة للطائرات والدفاعات الصاروخية، ومدفع أمامي عيار 76 ملم من إنتاج شركة أتو ميلارا الإيطالية (OTO Melara 76 mm) يمكن استخدامها للدفاع الجوي أو ضد أهداف السطح، المدفعية تكتمل من خلال وجود مدفعين جانبيين عيار 25 مم.

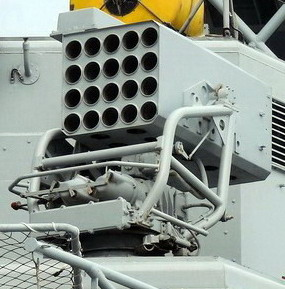
قاذف لصواريخ التشويش SCLAR-H خاص بالحرب الالكترونية.
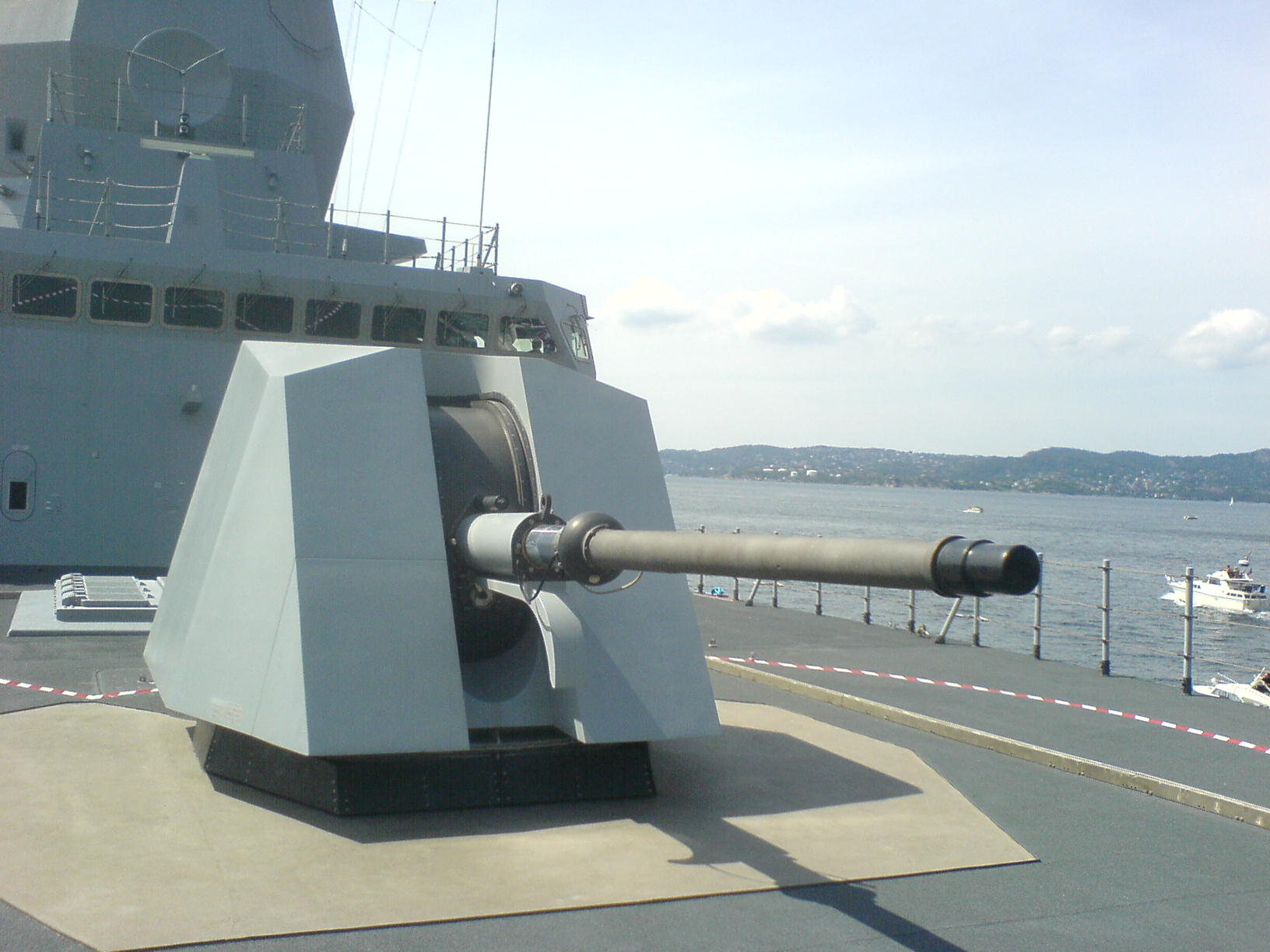
مدفع أتو ميلارا الأمامي عيار 76 ملم
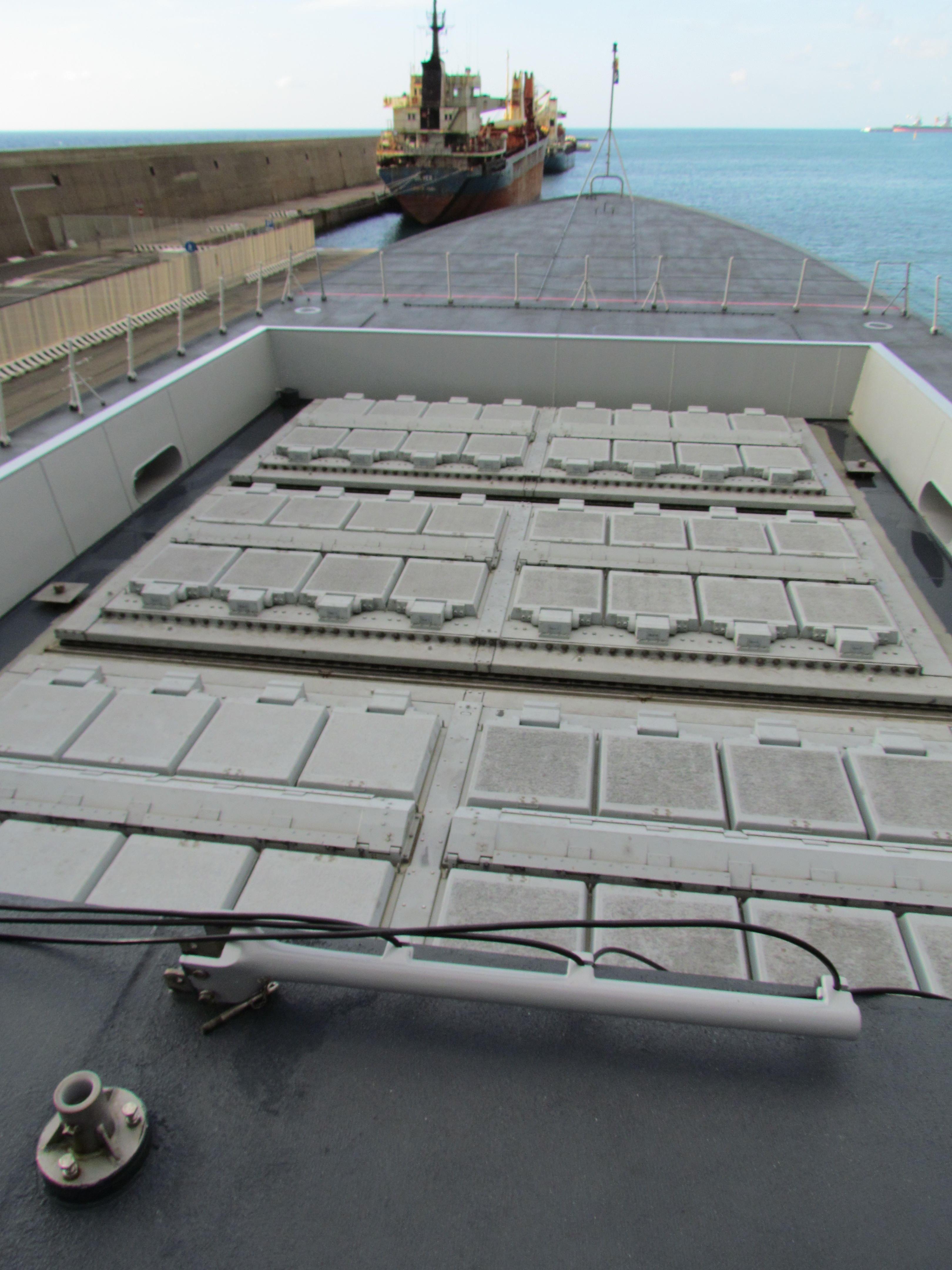
مظومة الإطلاق العامودي سيلفر أ-50 (صواريخ أستر 15و30).

تسمح سفينة قلعة بني عباس بحمل 3 مروحيات هجومية (مروحيات ميل مي-24/ميل مي-28) وحمل 5 دبابات تي-90 خاصة بالقوات البرية في الحظيرة، بالإضافة إلى نقل العتاد الثقيل. كما تحمل 450 جندي من فرق الانزال والاقتحام بكامل معداتهم تستطيع السفينة إبرارهم أو إجلائهم بواسطة سفن الإنزال والقوارب الصغيرة.

## وصلات داخلية
- الأمن العسكري (الجزائر)
- دائرة الاستعلام والأمن
- القوات الخاصة الجزائرية
- الحرس الجمهوري الجزائري
- القوات الجوية الجزائرية
- الأميرالية (الجزائر)
- قوات الضفادع البشرية الجزائرية
- القوات البحرية الجزائرية
- الدرك الوطني الجزائري
- مجموعة التدخل الخاصة
- معركة الجزائر (توضيح)
- معركة نافارين
- تاريخ البحرية الجزائرية
- الأسطول البحري الجزائري
- السفينة الشراعية الجزائرية الملاح 938
- سوناكوم ام 210 و ام 230
- وزارة التسليح والاتصالات العامة
- الفجر 10 أول نموذج لطائرة بدون طيار جزائرية 100%
- شرطة الجزائر

## وصلات خارجية
- وزارة الدفاع الوطني الجزائري نسخة محفوظة 8 أكتوبر 2017 على موقع واي باك مشين.
- تاريخ الجيش الجزائري من 1954 إلى يومنا هذا
- حسب تقرير لمؤسسة (غلوبال فاير بوور) الجيش الجزائري ضمن أقوى 17 جيشا في العالم 2017
- إغراءات روسيا فوق مكتب الفريق قايد - روسيا ترغب في بيع طائرات وصواريخ حديثة للجزائر
- الجزائر أول مستورد للأسلحة العسكرية في إفريقيا
- القوات البرية الجزائرية